# Olszanica (przystanek kolejowy)
Olszanica – przystanek kolejowy i ładownia w Olszanicy, w województwie podkarpackim, w Polsce, na linii Stróże – Krościenko. Znajduje się tu jeden peron.
W latach 1945–1951 była to stacja końcowa na terenie Polski, ponieważ dalszy odcinek linii od Ustianowej znajdował się na terytorium ZSRR.
Przystanek jest nieczynny z powodu wyłączenia z eksploatacji linii kolejowej 108 na odcinku Uherce – Krościenko.

## Ruch pasażerski
| Rok  | Wymiana pasażerska na dobę |
| ---- | -------------------------- |
| 2017 | –                          |
| 2022 | 0-9                        |